# Sezamovité
Sezamovité (Pedaliaceae), též pedaliovité, je čeleď vyšších dvouděložných rostlin z řádu hluchavkotvaré (Lamiales). V současném pojetí zahrnuje 13 rodů a asi 70 druhů. Zástupci této čeledi se vyskytují v tropech Starého světa. Jsou to nejčastěji byliny s jednoduchými listy a dvoupyskými květy. Některé druhy jsou sukulentní. Ze známějších rostlin sem patří sezam indický.

## Popis
Sezamovité jsou jednoleté nebo vytrvalé byliny se střídavými nebo vstřícnými jednoduchými listy bez palistů, řidčeji keře nebo stromy. U některých zástupců čeledi jsou stonky sukulentně ztloustlé (Uncarina aj.). Rostliny jsou žlaznatě chlupaté a často lepkavé.
Květy jsou úžlabní jednotlivé nebo v několikakvětých vrcholících. Na květních stopkách jsou extraflorální nektária. Květy jsou oboupohlavné, dvoustranně souměrné. Kalich
i koruna jsou srostlé z 5 lístků a pěticípé. Koruna je více či méně dvoupyská. Tyčinky jsou obvykle 4, přirostlé ke korunní trubce, někdy je přítomno 1 staminodium. Semeník je svrchní, srostlý ze 2 plodolistů, jednopouzdrý, dvoupouzdrý nebo zdánlivě čtyřpouzdrý vlivem vývinu falešné přehrádky. Placentace je axilární nebo parietální, vajíček je 1 až mnoho. Čnělka je vrcholová, nesoucí dvouklanou bliznu. Plodem je lokulicidní tobolka, nejčastěji s různými výrůstky.

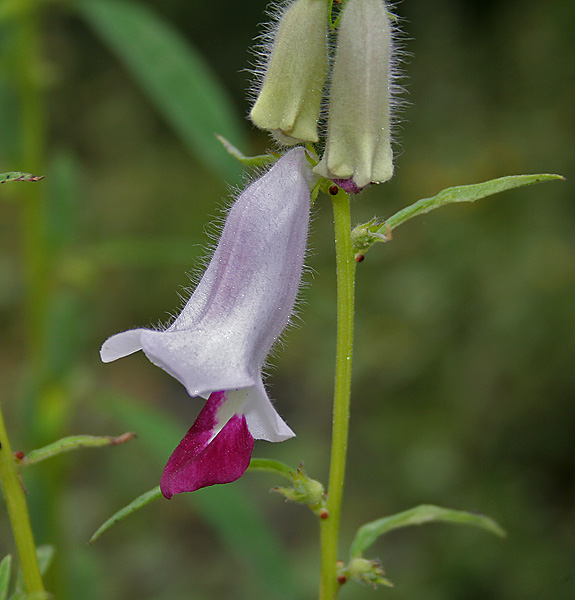
Sezam indický (Sesamum indicum)
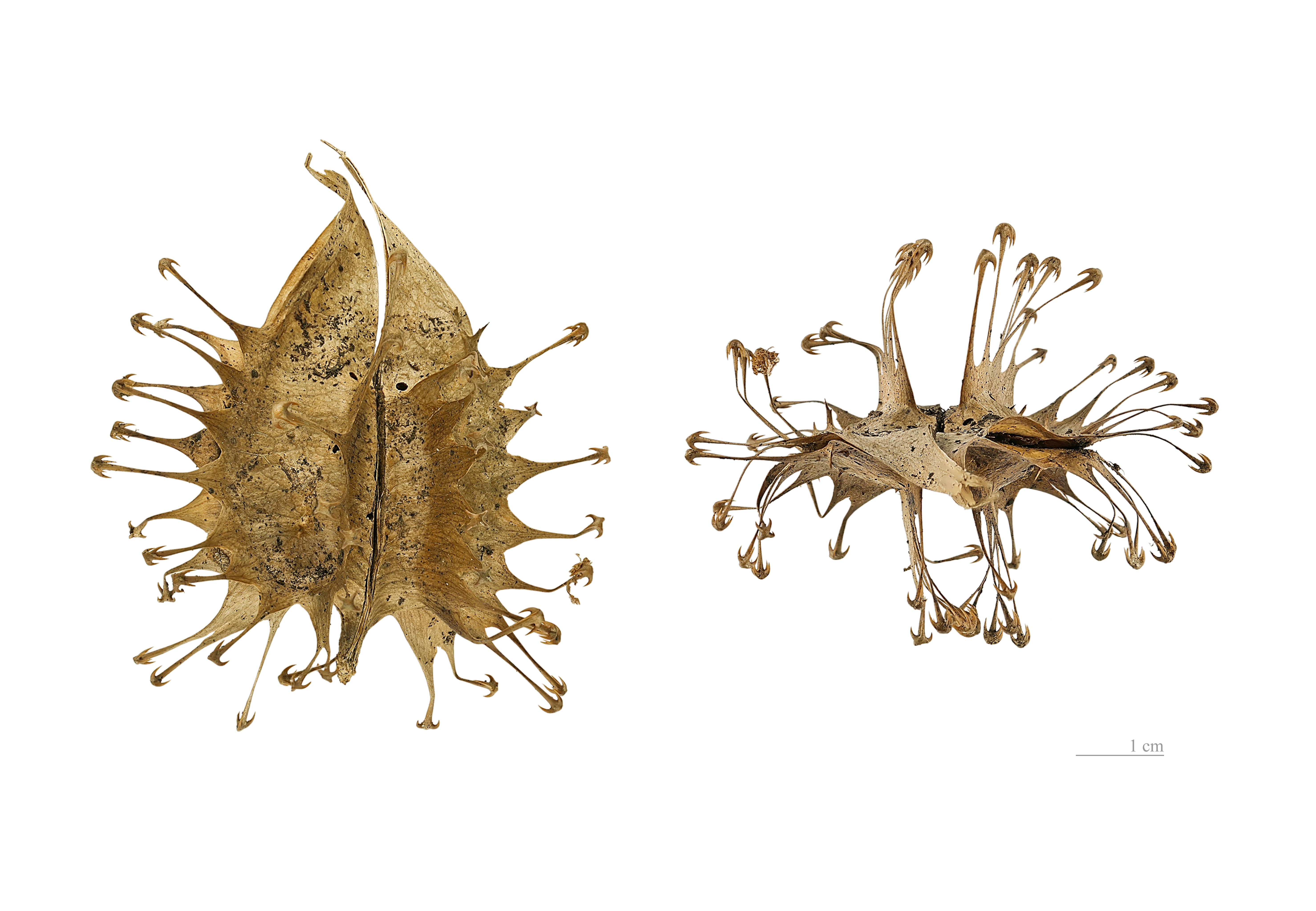
Plod Uncarina ankaranensis
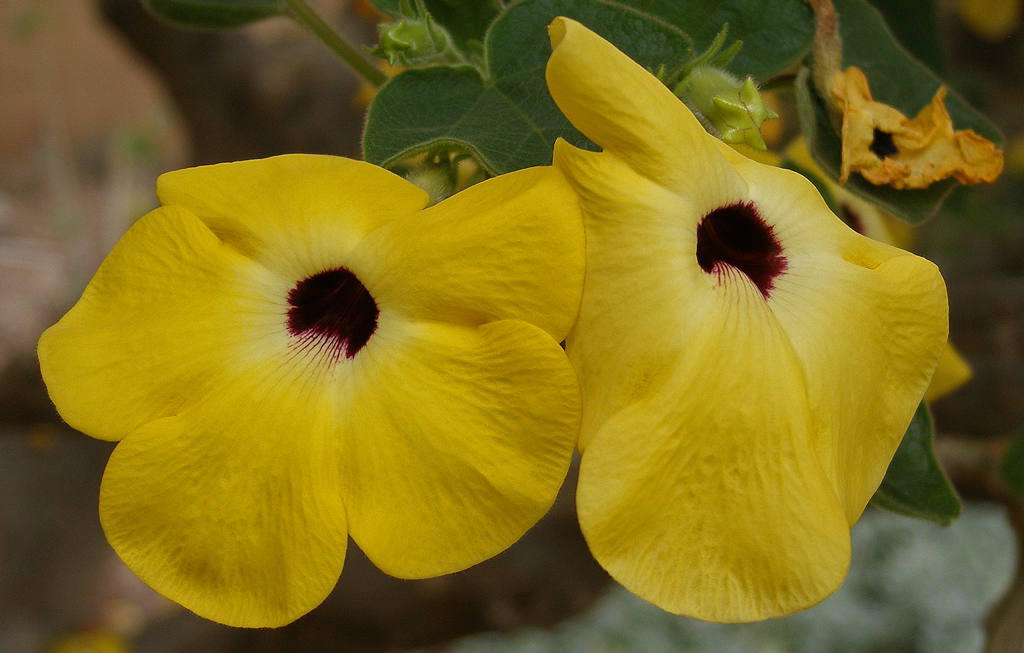
Květy Uncarina grandidieri
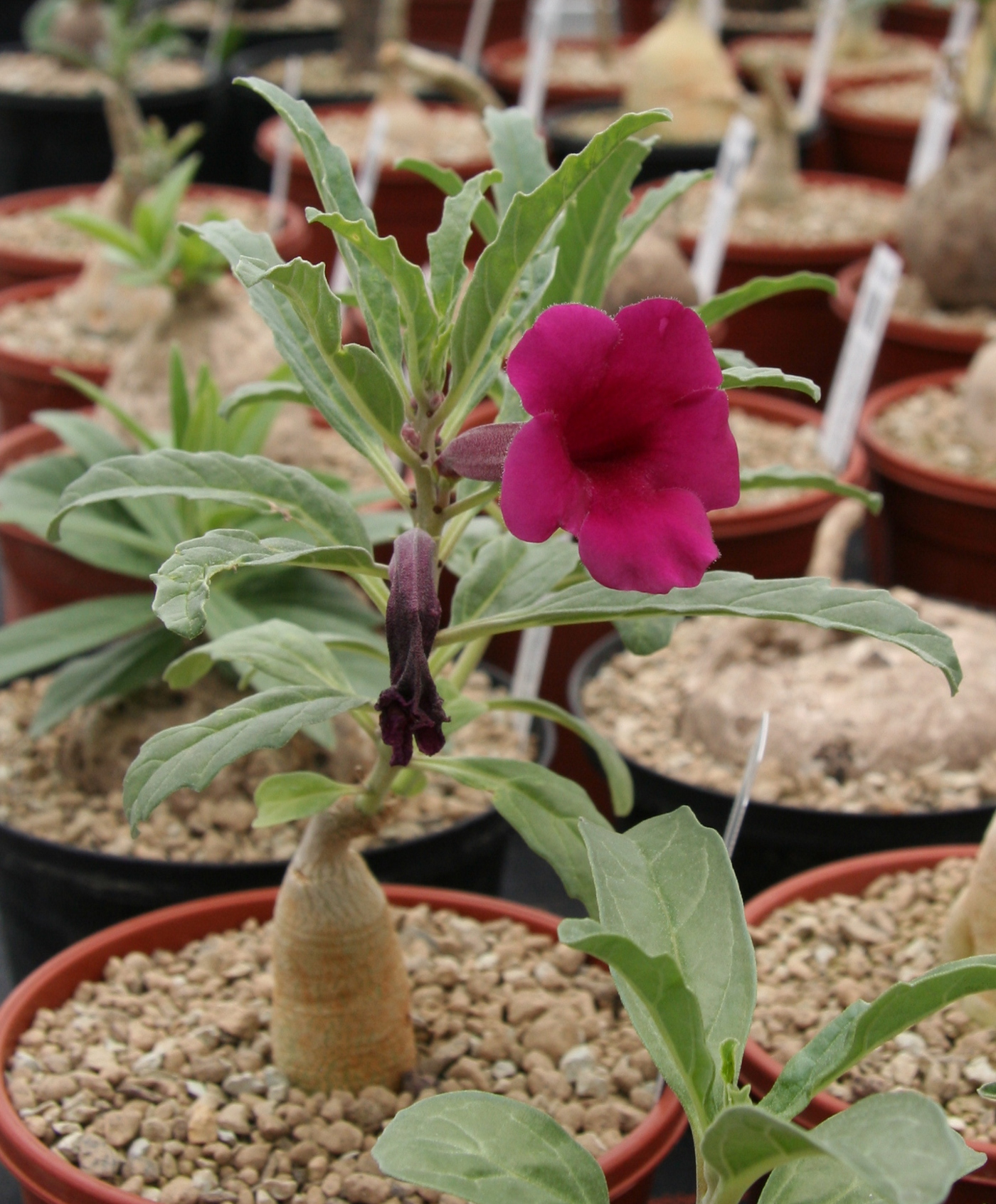
Kvetoucí sukulent Pterodiscus speciosus
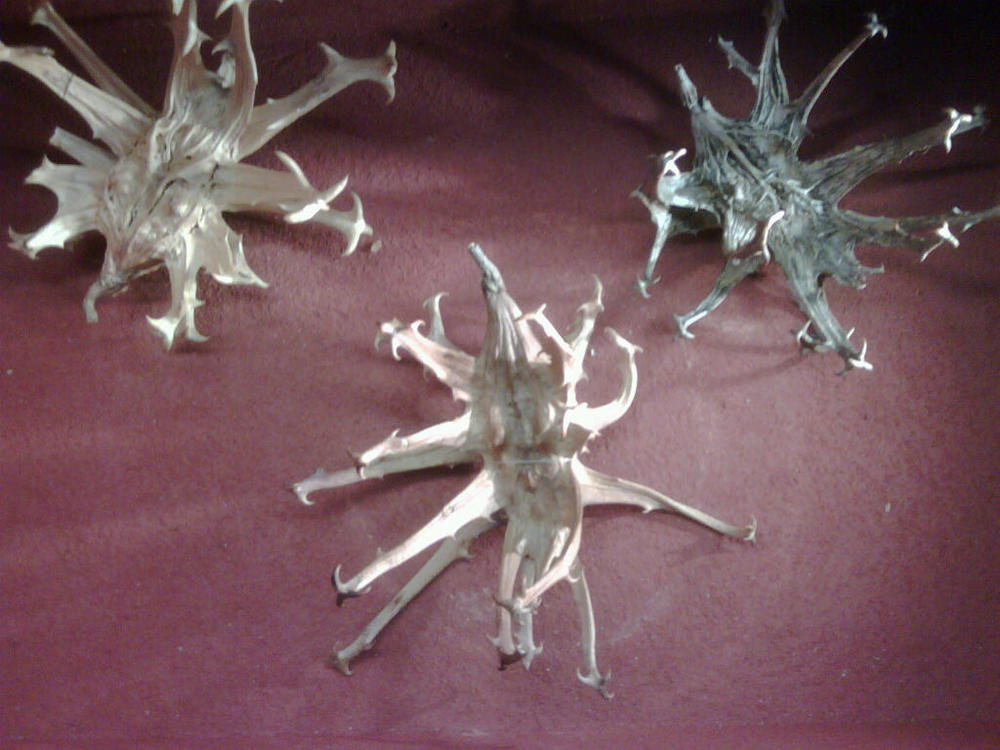
Plody Harpagophytum procumbens

## Rozšíření
Čeleď zahrnuje 11 rodů a asi 70 druhů. Největší rody jsou sezam (Sesamum, 19 druhů) a Pterodiscus (13 druhů). Zástupci čeledi se vyskytují v tropech Starého světa - v Africe a na Madagaskaru, v Indii, v jv. Asii a Austrálii. Centrum druhové diverzity je v Africe. V evropské květeně není čeleď zastoupena.

## Ekologické interakce
Květy navštěvují zejména včely a můry. Plody jsou často šířeny na srsti zvířat, kde se zachycují kotvovitými nebo hákovitými výrůstky.

## Taxonomie
V minulosti byla čeleď sezamovité řazena do řádu krtičníkotvaré (Scrophulariales), případně do řádu hluchavkotvaré (Lamiales).
Čtyři rody byly přeřazeny do čeledi Martyniaceae, rod Trapella do čeledi Plantaginaceae.

## Zástupci

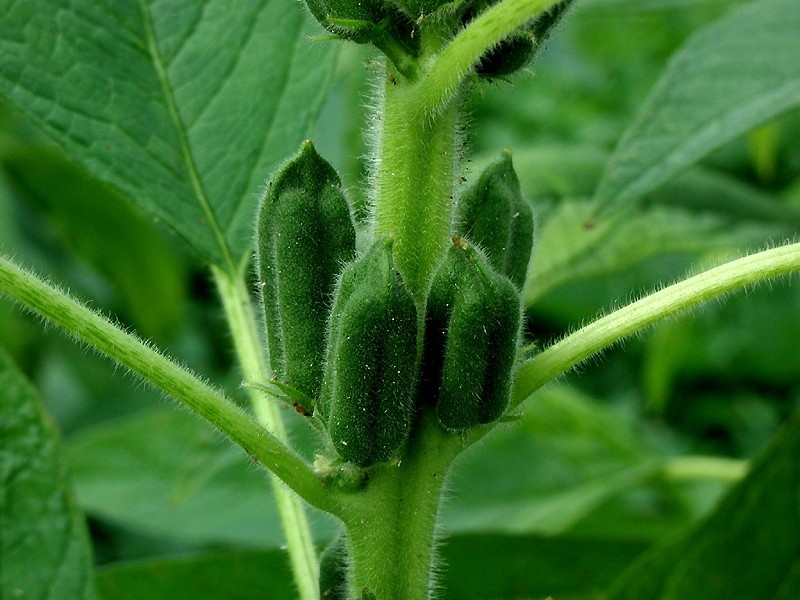
Nezralé plody sezamu indického (Sesamum indicum)

- harpagofyt (Harpagophytum)
- pedalium (Pedalium)
- sezam (Sesamum)[5]
  - sezam indický (Sesamum indicum)

## Význam
Sezam indický (Sesamum indicum) je stará kulturní rostlina poskytující sezamová semínka. Pochází zřejmě z oblasti Etiopie, byla po tisíciletí pěstována především v Indii a na Středním východě. Dnes je sezam pěstován po celém světě. Jako ceněná olejnina byl sezam pěstován např. v Asýrii a Babylónu již před 4000 lety. V dnešní době jsou největšími producenty Indie a Čína.
Druh Harpagophytum procumbens je v Jižní Africe využíván při léčení horečky a na bolest.

## Přehled rodů
Dewinteria, Harpagophytum, Holubia, Linariopsis, Pedaliodiscus, Pedalium, Pterodiscus, Rogeria, Sesamothamnus, Sesamum (vč. Ceratotheca, Dicerocaryum, Josephinia), Uncarina